# Lygeum spartum
Lygeum spartum là một loài thực vật có hoa trong họ Hòa thảo. Loài này được L. mô tả khoa học đầu tiên năm 1754.

## Hình ảnh

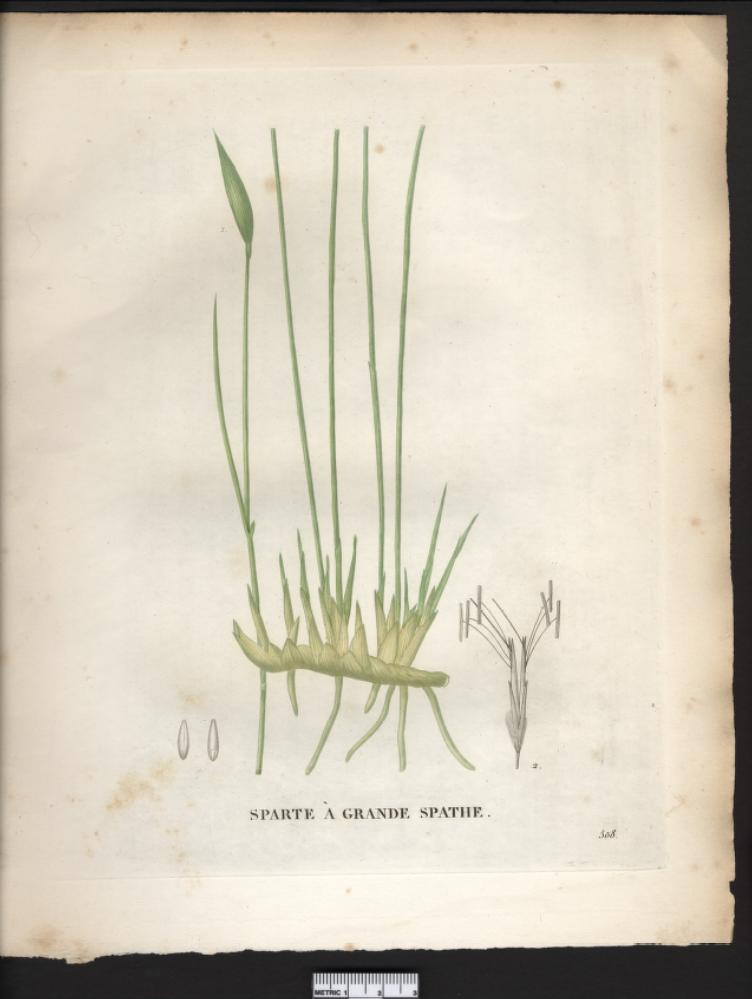
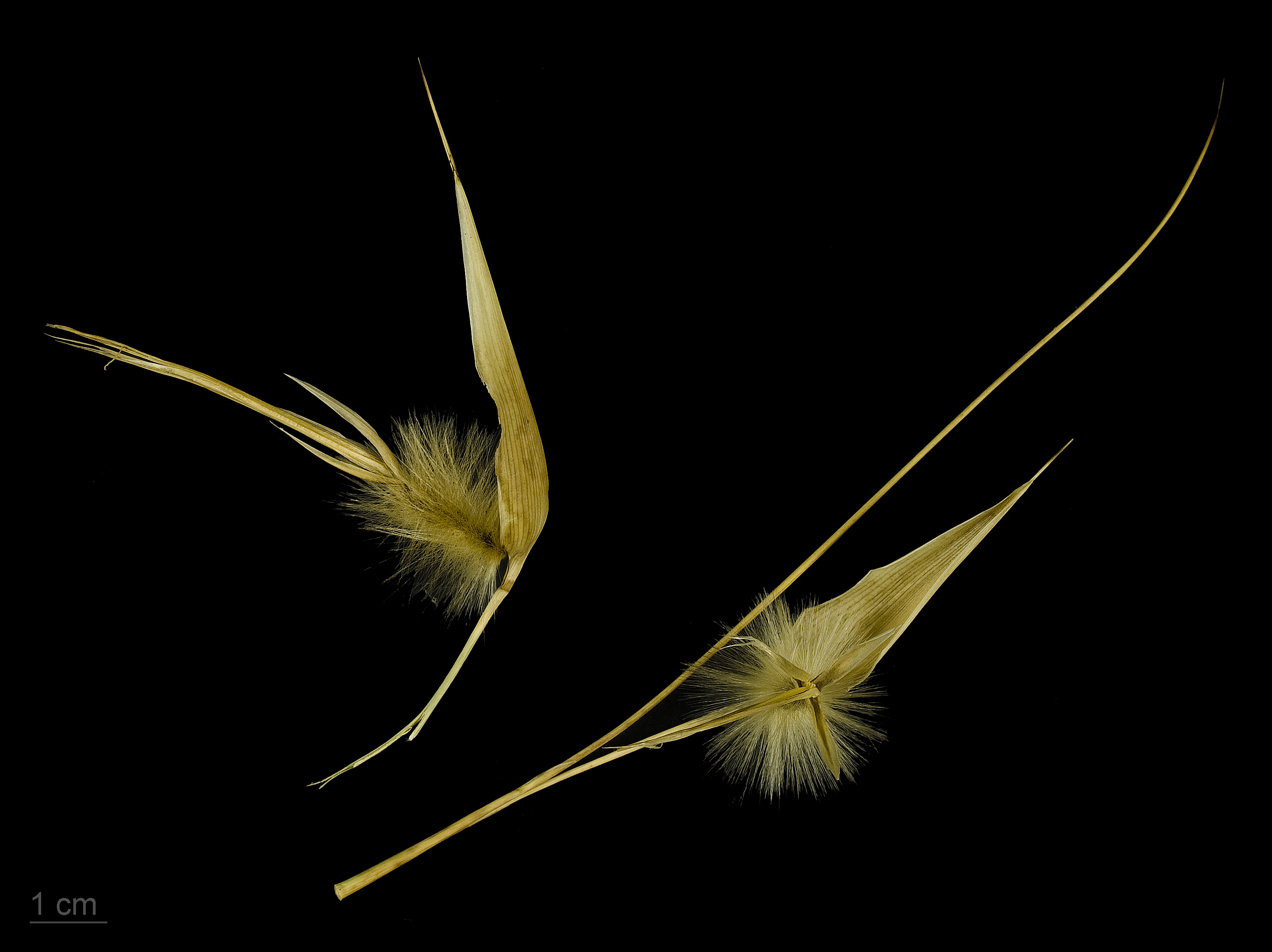
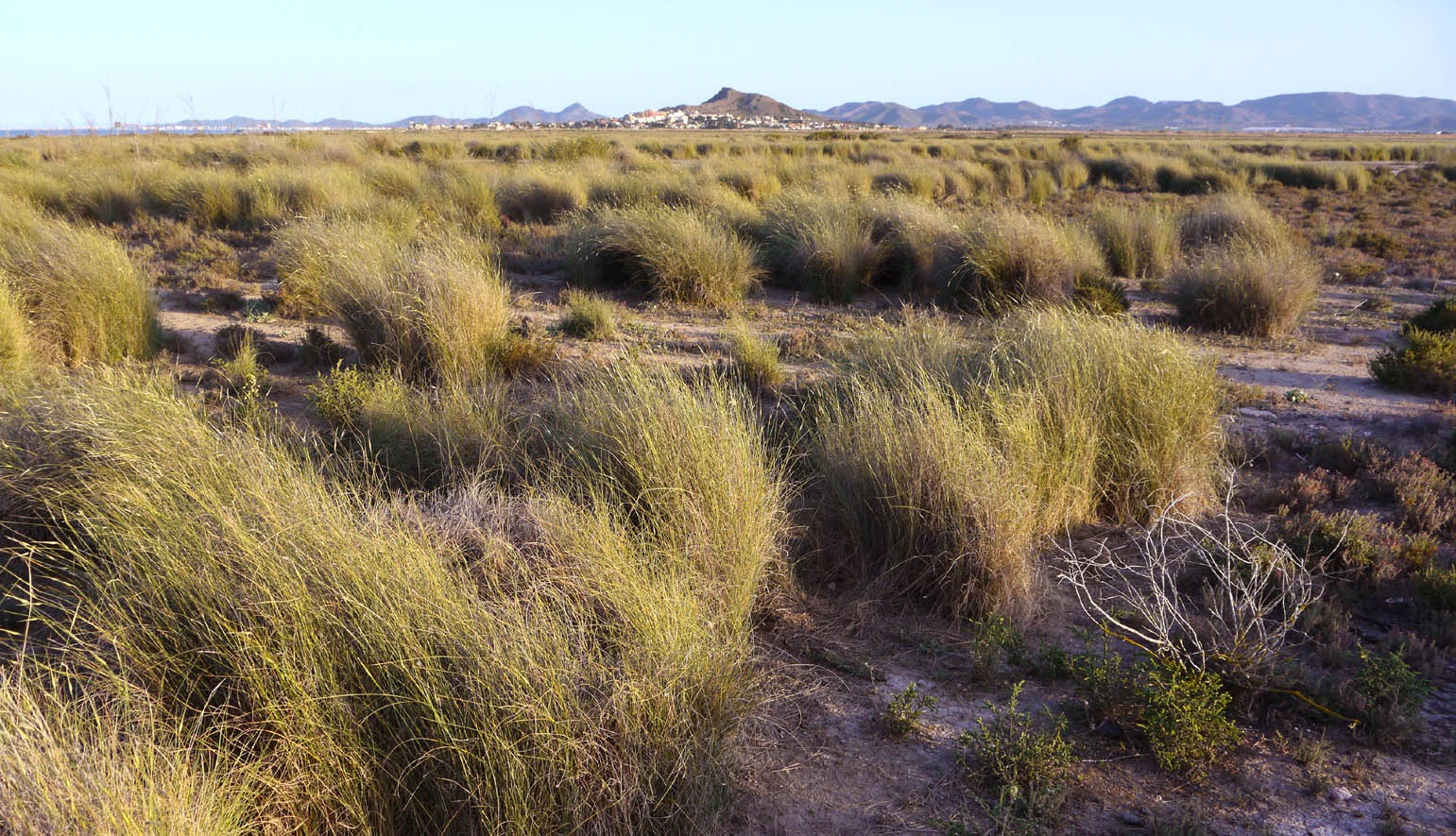
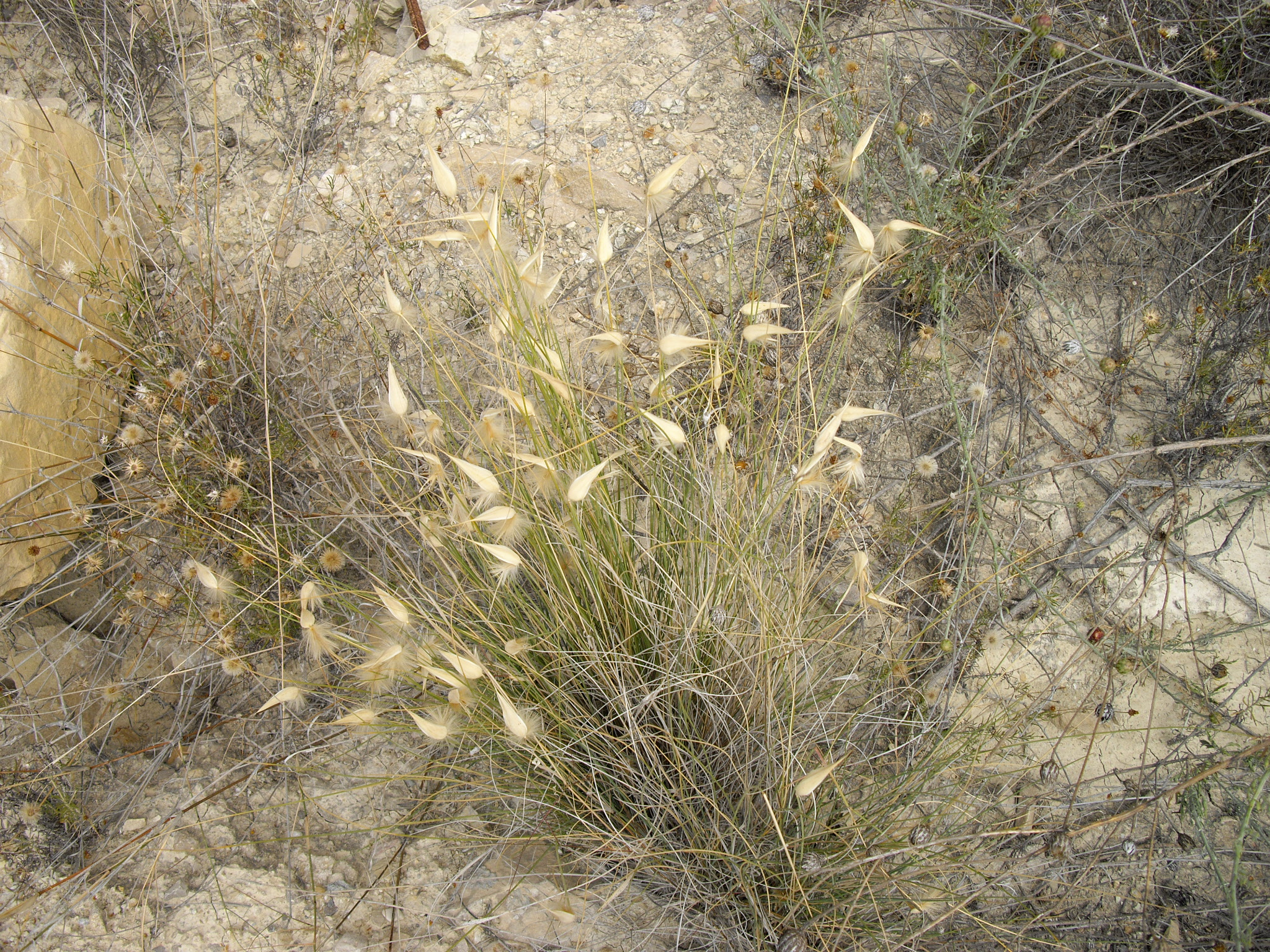